# Кларксдејл
Кларксдејл град је у Коахома округу, држава Мисисипи, Сједињене Америчке Државе. Овај град је и седиште Коахома округа.

## Географија
Кларксдејл се налази на надморској висини од 53 m.

## Демографија
По попису из 2010. године број становника је 17.962, што је 2.683 (-13,0%) становника мање него 2000. године.
|                   | 2010.           | 2000.           |
| Укупно            | 17 962 (100,0%) | 20 645 (100,0%) |
| Афроамериканци    | 14 184 (78,97%) | 14 146 (68,52%) |
| Белци             | 3 460 (19,26%)  | 6 135 (29,72%)  |
| Хиспаноамериканци | 168 (0,935%)    | 134 (0,649%)    |
| Азијати           | 102 (0,568%)    | 120 (0,581%)    |
| Остали            | 48 (0,267%)     | 110 (0,533%)    |